# Teodebert I
Teodebert I – dzielnicowy król frankijski z dynastii Merowingów, panował w Reims i Metzu w l. 534–548. Był synem i następcą Teuderyka I, nieślubnego syna Chlodwiga I.
Kiedy Cesarstwo Bizantyńskie prowadziło wojnę z Ostrogotami w Italii, Frankowie zachowali neutralność, za co odstąpiono im Prowansję.
Teodeberta I urażało, że cesarz bizantyjski używa przydomka „frankijski”. Przeprawił się więc przez Alpy i walczył po stronie Ostrogotów przeciw Belizariuszowi. Planował też podbić Bizancjum, ale zmarł na polowaniu raniony przez tura.
Kazał jako pierwszy król frankijski bić złote monety z własnym wizerunkiem jako wyraz opozycji wobec cesarza.
Jego pierwsza żona Deuteria zabiła swą córkę Adię z poprzedniego małżeństwa, gdyż zainteresował się nią Teodebert. Teodebert oddalił ją i poślubił Longobardkę – Wizygardę.
Kronikarze określali tego króla mianem: elegans et utilis [wytworny i użyteczny].